# Acalypha palmeri
Acalypha palmeri é uma espécie de flor do gênero Acalypha, pertencente à família Euphorbiaceae.